# Janov: Le Strade Nuove a systém Palazzi dei Rolli

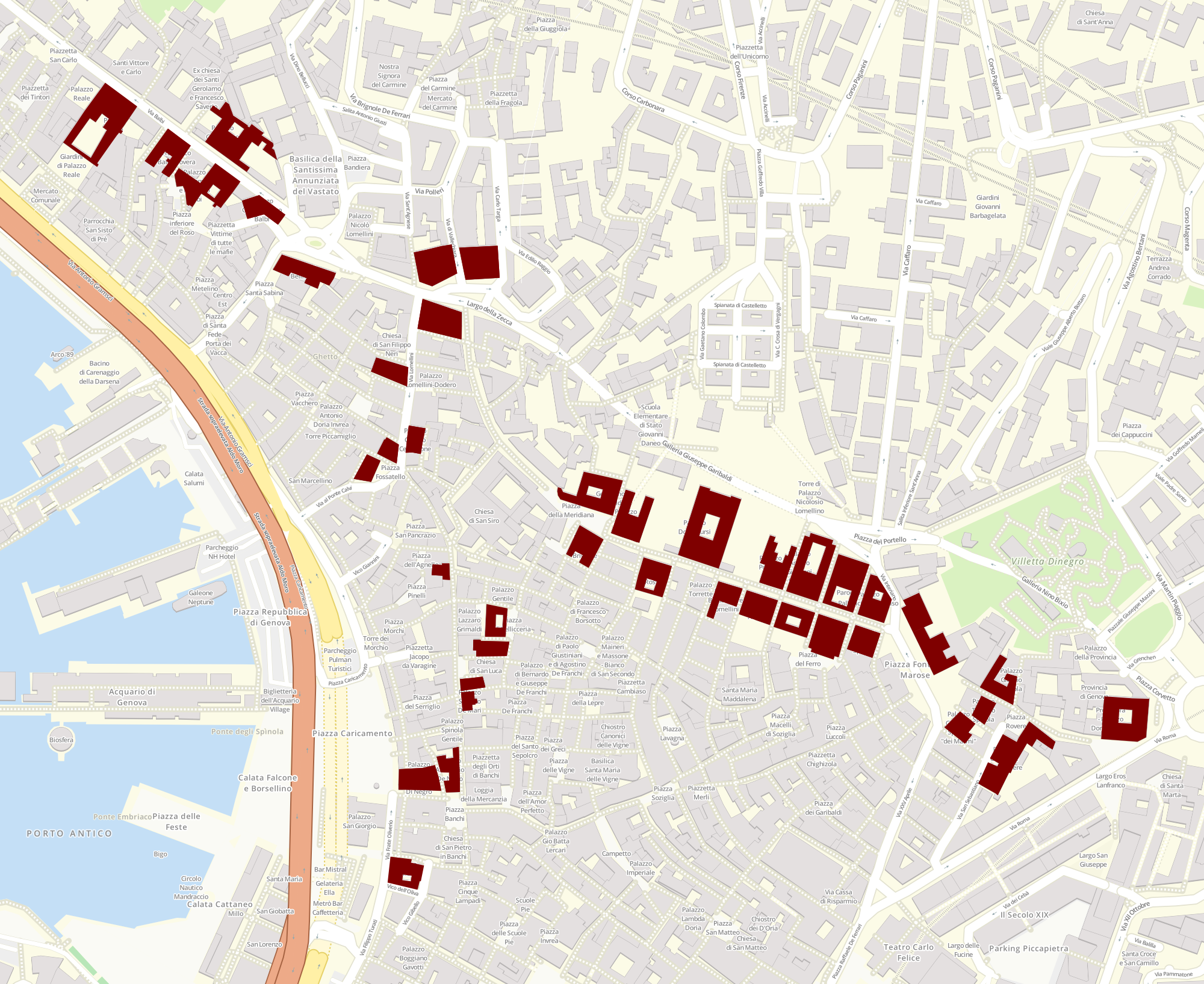
Vyznačení 42 paláců pod ochranou UNESCO

Janov: Le Strade Nuove a systém Palazzi dei Rolli je název italské památky světového kulturního dědictví UNESCO, která byla na seznam zapsána v roce 2006. Jedná se o skupinu ulic (Le Strade Nuove) lemovaných reprezentativními paláci (Palazzi dei Rolli) postavených vlivnou janovskou šlechtou mezi druhou polovinou šestnáctého století a první polovinou sedmnáctého století, když byla Janovská republika na vrcholu své námořní a finanční moci. Pečlivost při územním plánování urbanistického rozvoje města a architektura jednotlivých sídel je vzpomínkou na janovské "Zlatého století", kdy město bylo křižovatkou aristokracie, panovníků, diplomatů, církevních úřadů, majitelů lodí, obchodníků a bankéřů a Janovská republika měla výraznou politickou a obchodní pozici v oblasti Středozemního moře.

## Dějiny
V roce 1551 byla za vlády admirála Andrea Doria zahájena výstavba ulice Strada Nuova (její název byl později změněn na Via Aurea, pak na Via nuova dei palazzi, až nakonec přejmenována po národním hrdinovy z 19. století na Garibaldi), která se měla stát okrskem městské prosperity. Později došlo k rozvoji dalších nových ulic Lomellini, Balbi a Cairoli. Le Strade Nuove (český doslovný překlad Nové ulice) vznikly severně od středověkého města, jehož úzké, hustě zastavěné ulice nevytvářely příležitosti pro výstavbu vznešených rezidencí. Soukromé budovy vládnoucí oligarchie Palazzi dei Rolli (český volný překlad Paláce na seznamu) byly v době Janovské republiky povinny na základě veřejné služby republice hostit vysoké osobnosti, které byly v Janově na státní návštěvě. Patří mezi ně řada pozdně renesančních a barokních budov, které mají obvykle tři nebo čtyři patra s velkolepými otevřenými schodišti, nádvoří a arkádami s výhledem do zahrad. Mnoho interiérů, navzdory staletím a těžkým škodám způsobeným bombovým útokem druhé světové války, disponuje zachovalými originálními dekoracemi hlavních autorů manýristického janovského baroka.
V roce 2006 bylo 42 nejvýznamnějších paláců zapsáno na seznam světového dědictví UNESCO. Souhrnná chráněná plocha je 15,77 ha. Paláce jsou v současnosti využívány mimo jiné jako muzea, kanceláře i jako obytné prostory.

## Nejvýznamnější paláce
Mezi palácy vynikají Palazzo Rosso, Palazzo Bianco, Palazzo Doria-Tursi. Všechny tři jsou umístěny na ulici Garibaldi. Tyto paláce jsou součástí muzeí ve Strada Nuova (italsky: Musei di Strada Nuova). Ve svých sbírkách mají díla italského, vlámského a španělského umění, včetně děl takových umělců jako Guercino, Paolo Veronese, Anthonis van Dyck, Caravaggio a Antonio Canova. Mezi nejkrásnější paláce na seznamu Rolla patří také Královský palác (Palazzo Reale), který se nachází v ulici Balbi, postavený v 17. století rodem Balbi a v 19. století přestavěn dynastií Savojských. Také tento palác je dnes muzeum.
Následující tabulka zahrnuje budovy chráněné UNESCEM, nejedná se o kompletní seznam paláců ve městě.
| Ev. číslo | Palác                               | Zakladatel                             | Adresa                    |
| 1.        | Palazzo Doria-Spinola               | Antonio Doria                          | largo Lanfranco 1         |
| 2.        | Palazzo Della Rovere Clemente       | Clemente della Rovere                  | piazza Rovere 1           |
| 3.        | Palazzo Spinola Giorgio             | Gio. Batta Spinola                     | salita Santa Caterina 4   |
| 4.        | Palazzo Spinola Tomaso              | Tomaso Spinola                         | salita Santa Caterina 3   |
| 5.        | Palazzo Spinola Giacomo             | Giacomo Spinola                        | piazza Fontane Marose 6   |
| 6.        | Palazzo Ayrolo Agostino             | Agostino Ayrolo                        | piazza Fontane Marose 3-4 |
| 7.        | Palazzo Interiano Paolo e Niccolò   | Paolo i Nicolò Interiano               | piazza Fontane Marose 2   |
| 8.        | Palazzo Pallavicini Agostino        | Agostino Pallavicini                   | via Garibaldi 1           |
| 9.        | Palazzo Spinola Pantaleo            | Pantaleo Spinola                       | via Garibaldi 2           |
| 10.       | Palazzo Lercari Franco              | Franco Lercari                         | via Garibaldi 3           |
| 11.       | Palazzo Pallavicini Tobia           | Tobia Pallavicini                      | Via Garibaldi 4           |
| 12.       | Palazzo Spinola Angelo Giovanni     | Angelo Giovanni Spinola                | via Garibaldi 5           |
| 13.       | Palazzo Spinola Gio. Battista       | Gio. Battista Spinola                  | via Garibaldi 6           |
| 14.       | Palazzo Nicolosio Lomellini         | Nicolosio Lomellini                    | via Garibaldi 7           |
| 15.       | Palazzo Spinola Lazzaro e Giacomo   | Lazzaro i Giacomo Spinola              | via Garibaldi 8-10        |
| 16.       | Palazzo Doria-Tursi                 | Nicolò Grimaldi                        | via Garibaldi 9           |
| 17.       | Palazzo Lomellini Baldassarre       | Baldassarre Lomellini                  | via Garibaldi 12          |
| 18.       | Palazzo Bianco                      | Luca Grimaldi                          | via Garibaldi 11          |
| 19.       | Palazzo Rosso                       | Rodolfo i Francesco Brignole Sale      | via Garibaldi 18          |
| 20.       | Palazzo Grimaldi Gerolamo           | Gerolamo Grimaldi                      | salita San Francesco 4    |
| 21.       | Palazzo Brignole Gio Carlo          | Gio Carlo Brignole                     | piazza Meridiana 2        |
| 22.       | Palazzo Lomellini Bartolomeo        | Bartolomeo Lomellini                   | largo Zecca 4             |
| 23.       | Palazzo Lomellini Stefano           | Stefano Lomellini                      | via Cairoli 18            |
| 24        | Palazzo Lomellini Giacomo           | Giacomo Lomellini i Cattaneo De Marini | largo Zecca 2             |
| 25.       | Palazzo Cattaneo Antoniotto         | Antoniotto Cattaneo                    | piazza della Nunziata 2   |
| 26.       | Palazzo Balbi G. Agostino           | G. Agostino Balbi                      | via Balbi 1               |
| 27.       | Palazzo Balbi Gio. Francesco        | Gio. Francesco Balbi                   | via Balbi 2               |
| 28.       | Palazzo Balbi Giacomo e Pantaleo    | Giacomo i Pantaleo Balbi               | via Balbi 4               |
| 29.       | Palazzo Balbi Piovera Francesco     | Francesco Balbi Piovera                | via Balbi 6               |
| 30.       | Palazzo Reale                       | Stefano Balbi                          | via Balbi 10              |
| 31.       | Palazzo Centurione Cosma            | Cosma Centurione                       | via Lomellini 8           |
| 32.       | Palazzo Centurione Giorgio          | Giorgio Centurione                     | via Lomellini 5           |
| 33.       | Palazzo Centurione Gio. Battista    | Gio. Battista Centurione               | via del Campo 1           |
| 34.       | Palazzo Pallavicini Cipriano        | Babilano i Cipriano Pallavicini        | piazza Fossatello 2       |
| 35.       | Palazzo Spinola Nicolò              | Nicolò Spinola                         | via San Luca 14           |
| 36.       | Palazzo Grimaldi Francesco          | Francesco Grimaldi                     | piazza Pellicceria 1      |
| 37.       | Palazzo Grimaldi Gio. Battista      | Gio. Battista Grimaldi                 | vico San Luca 4           |
| 38.       | Palazzo Grimaldi Gio. Battista      | Gio. Battista Grimaldi                 | piazza San Luca 2         |
| 39        | Palazzo De Mari Stefano             | Stefano De Mari                        | via San Luca 5            |
| 40.       | Palazzo De Nigro Ambrogio           | Ambrogio De Nigro                      | via San Luca 2            |
| 41.       | Palazzo Di Negro Emanuele Filiberto | Emanuele Filiberto Di Negro            | via al Ponte Reale 2      |
| 42.       | Palazzo De Marini-Croce             | Croce De Marini                        | piazza De Marini 1        |

## Galerie

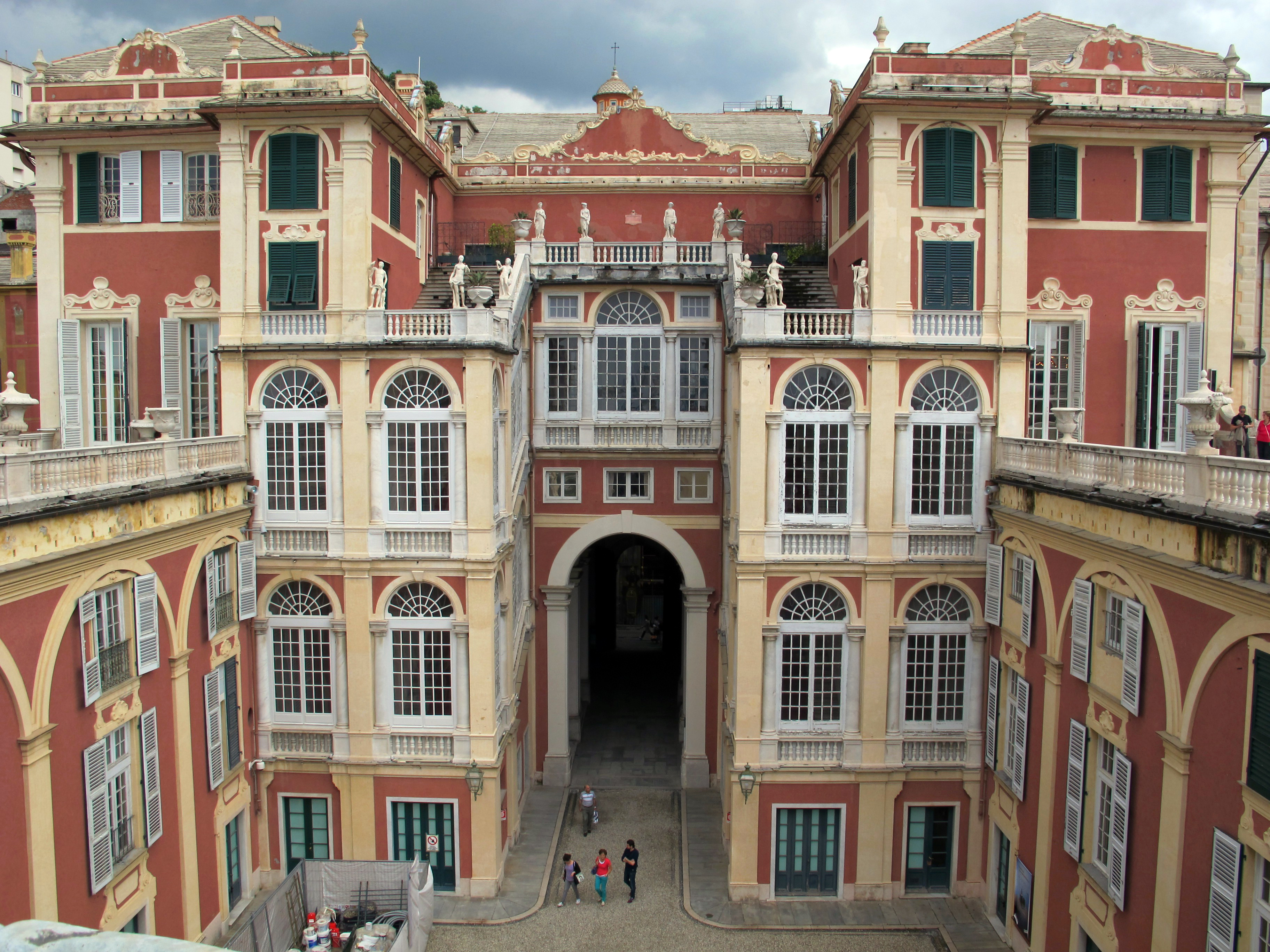
Palazzo Reale (č. 30)
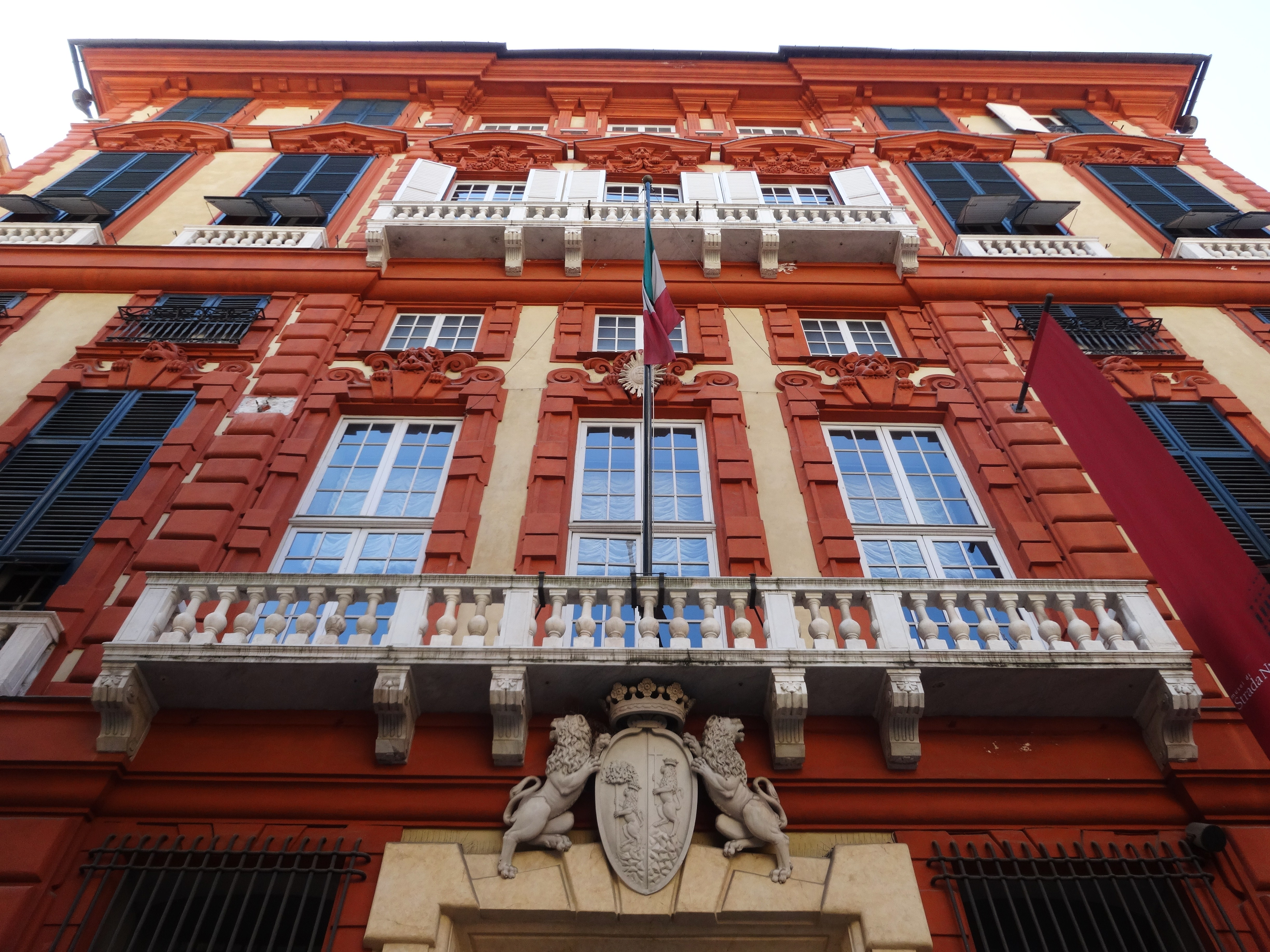
Palazzo Rosso (č. 19)
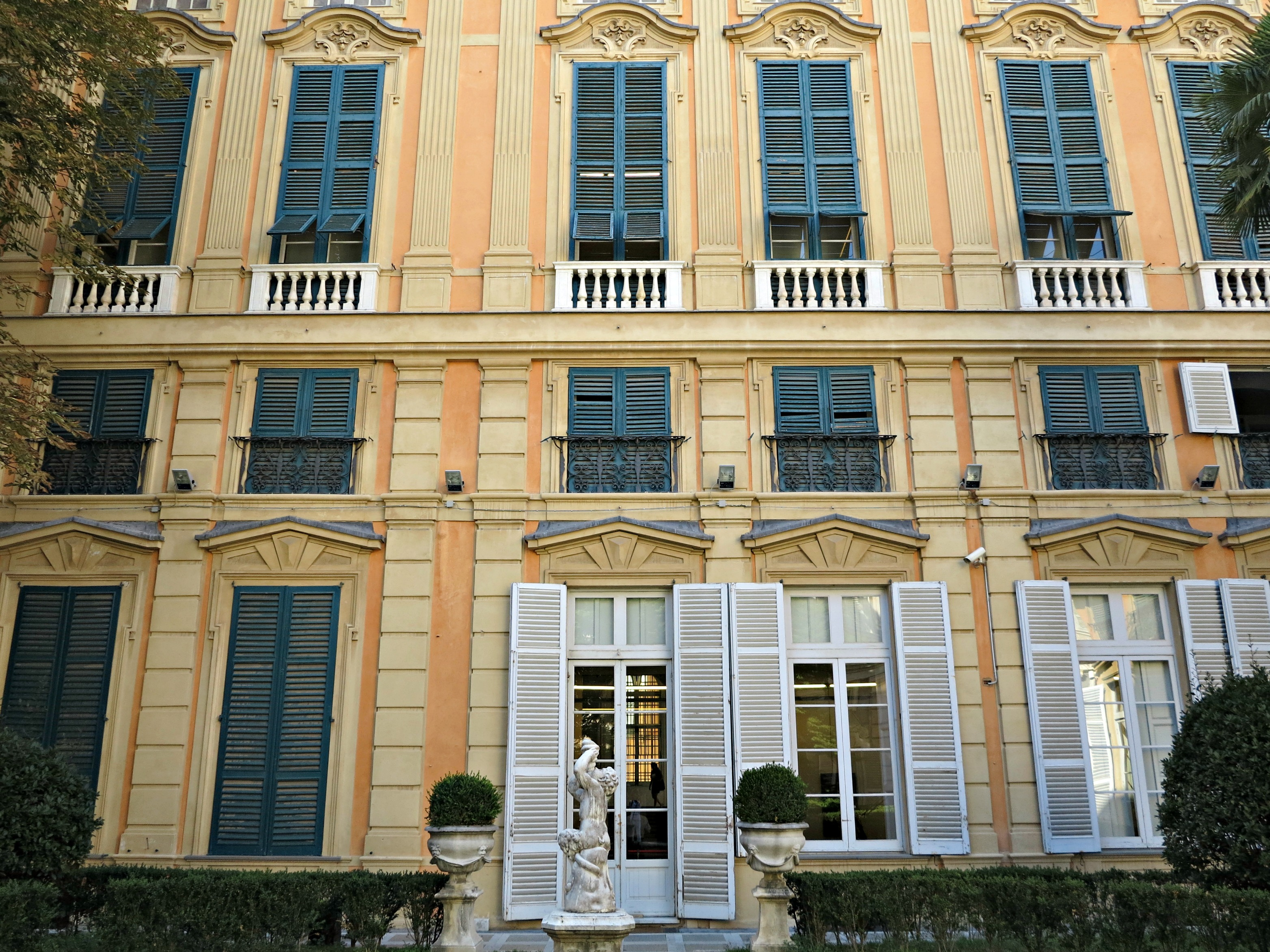
Palazzo Bianco (č. 18)
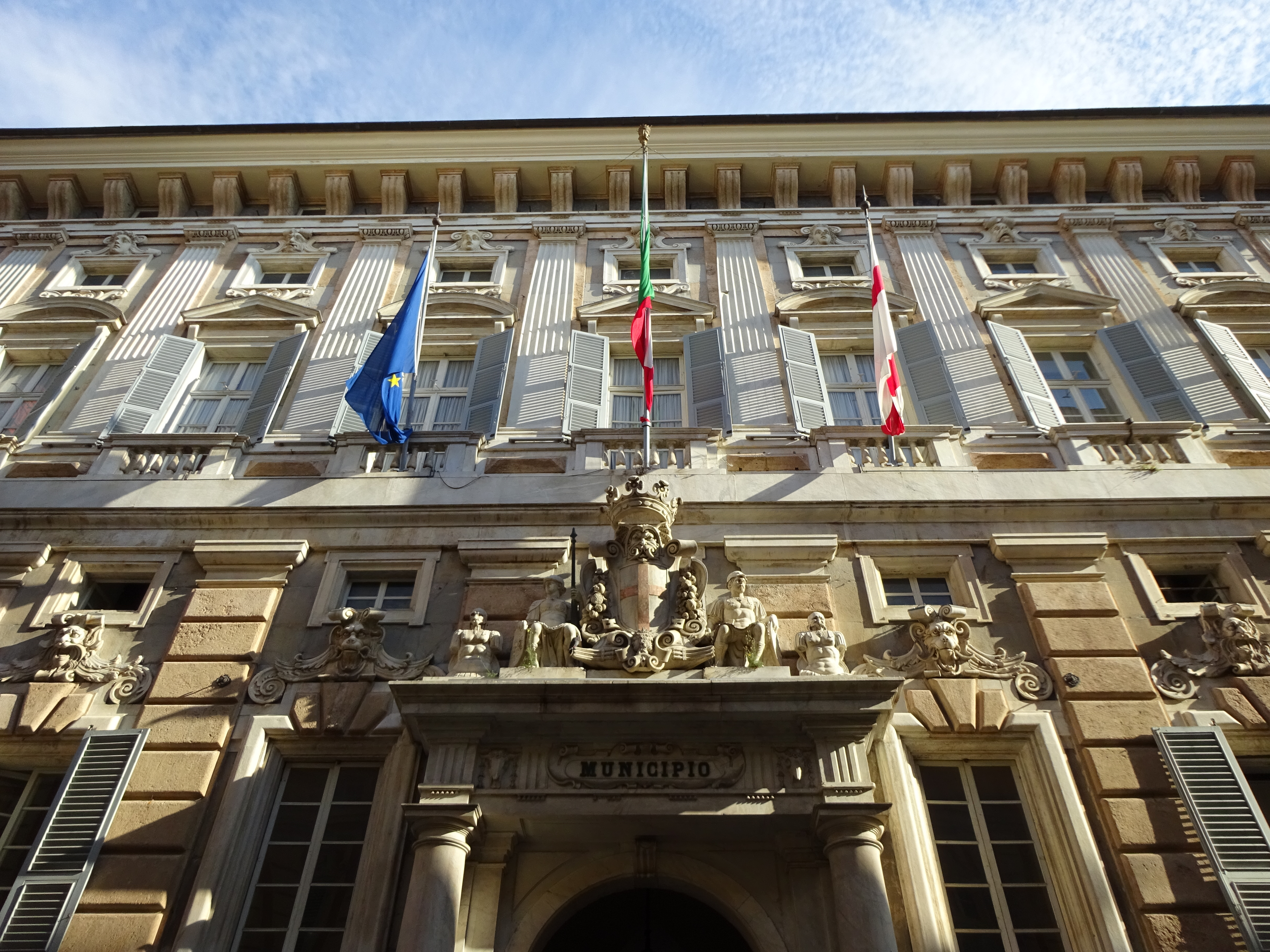
Palazzo Doria-Tursi (č. 16)
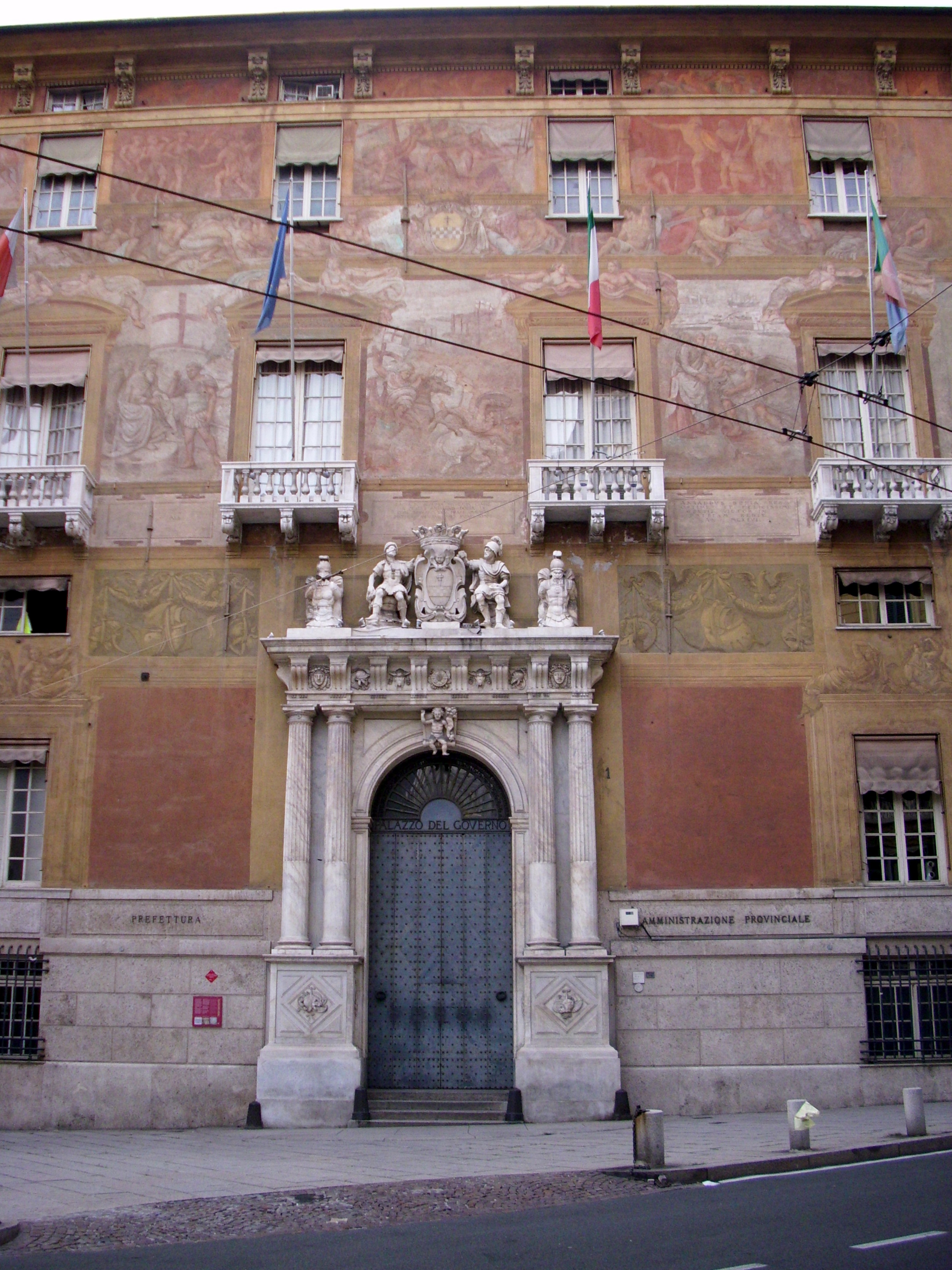
Palazzo Spinola Gio. Battista (č. 13)
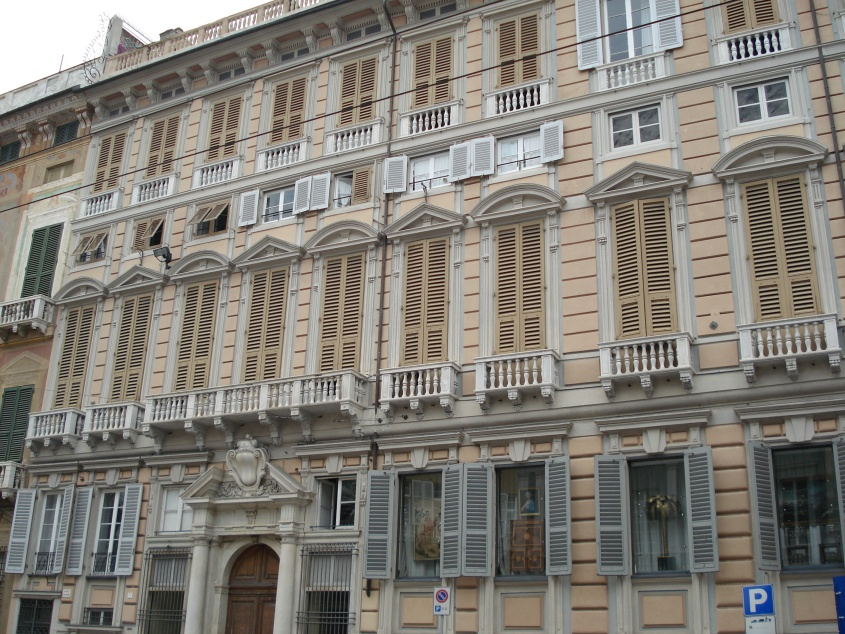
Palazzo Ayrolo Agostino (č. 6)
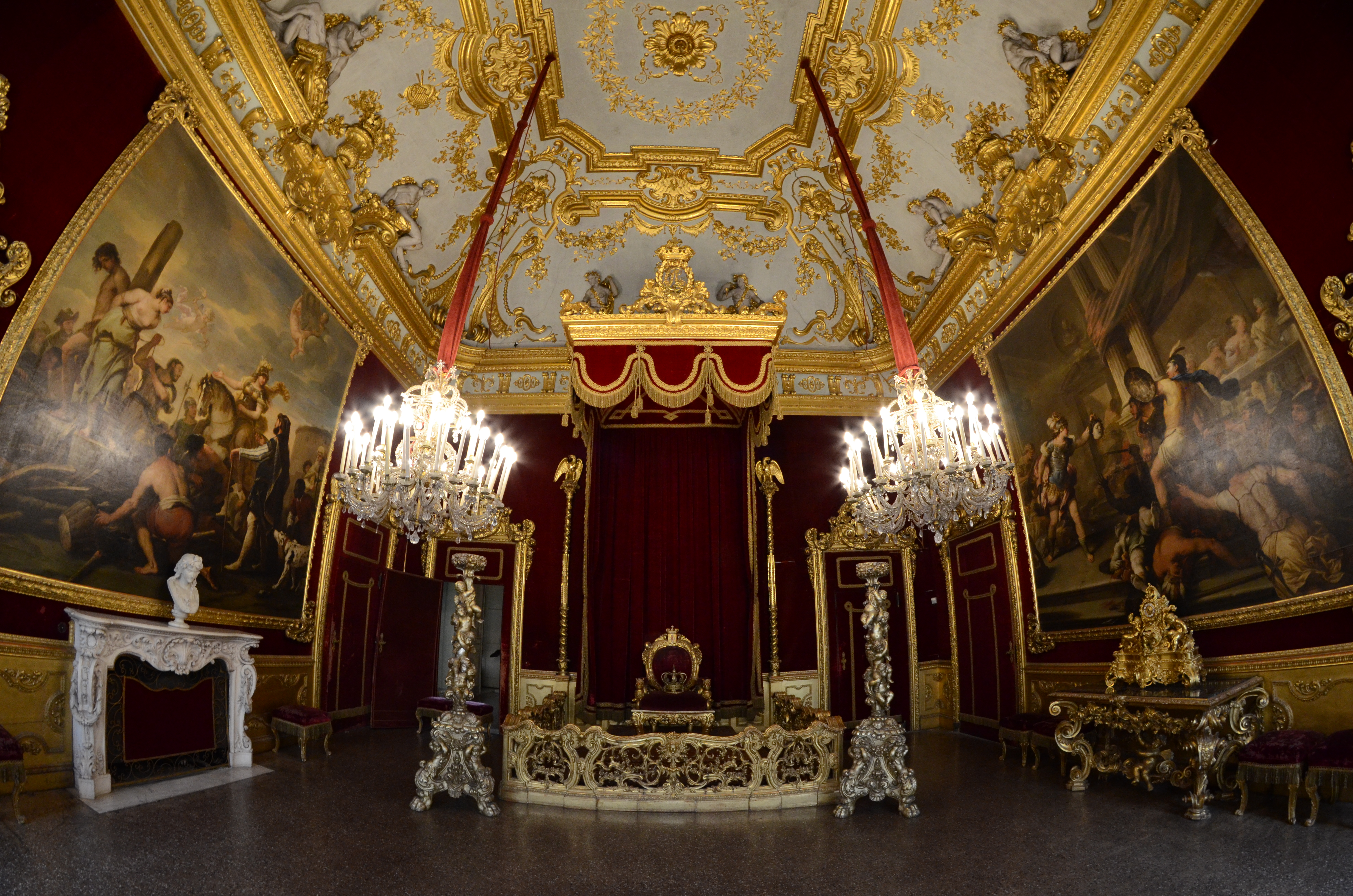
Palazzo Reale (č. 30)
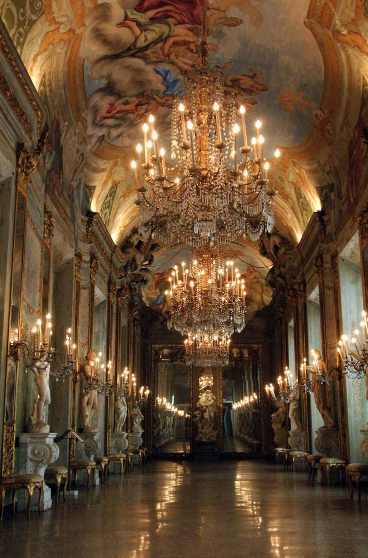
Palazzo Reale (č. 30)
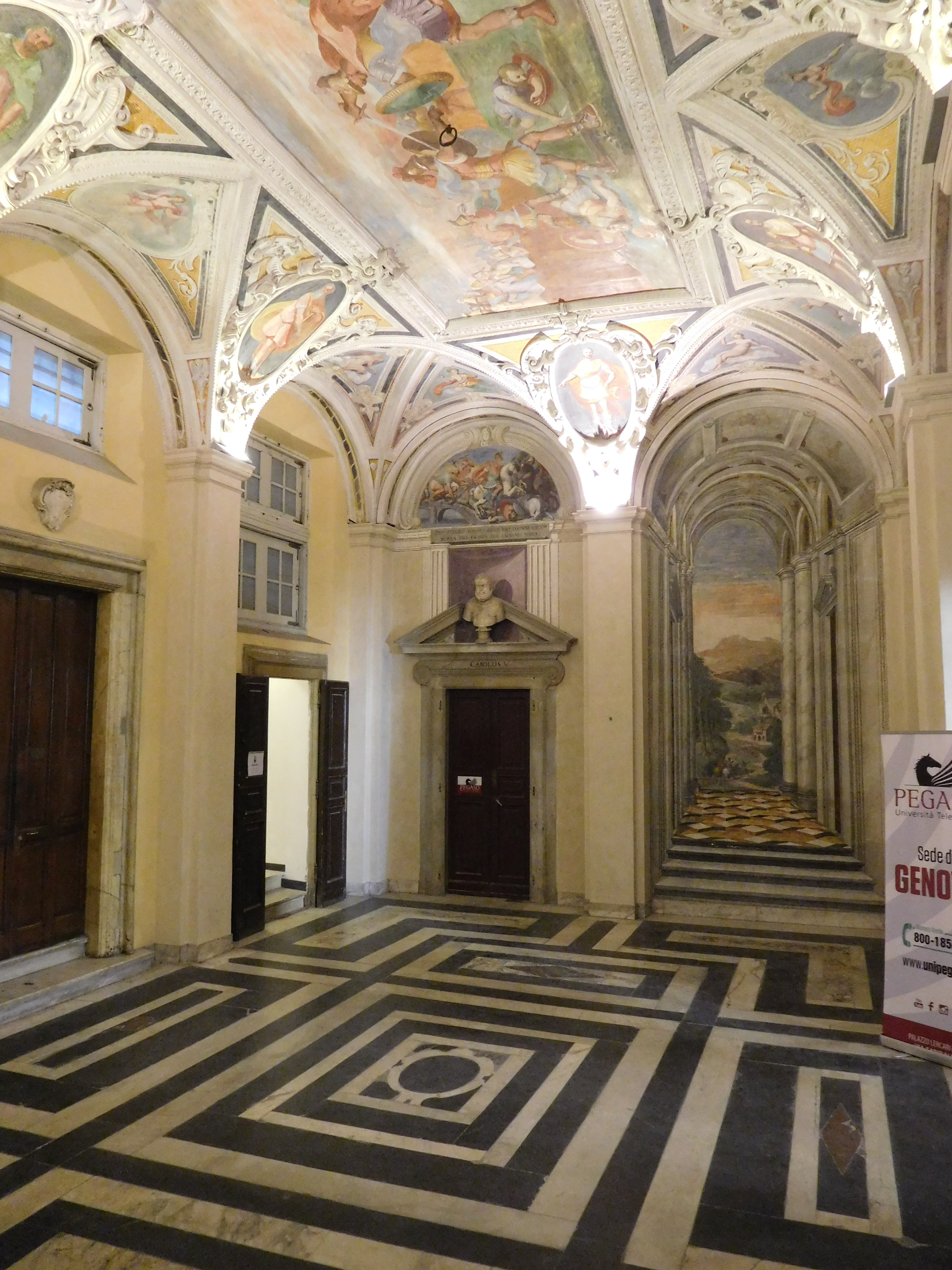
Palazzo Bianco (č. 18)
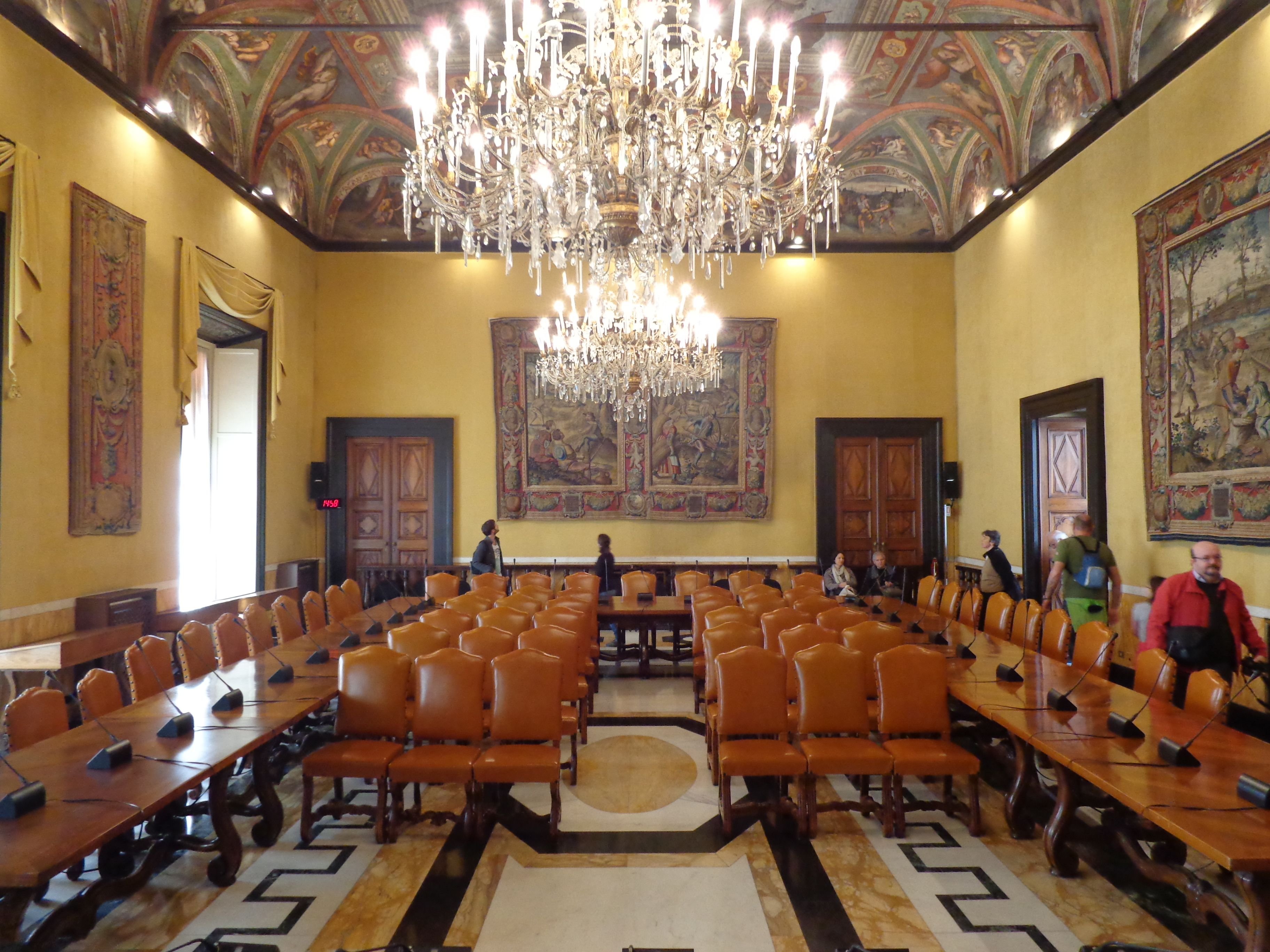
Palazzo Spinola Gio. Battista (č. 13)
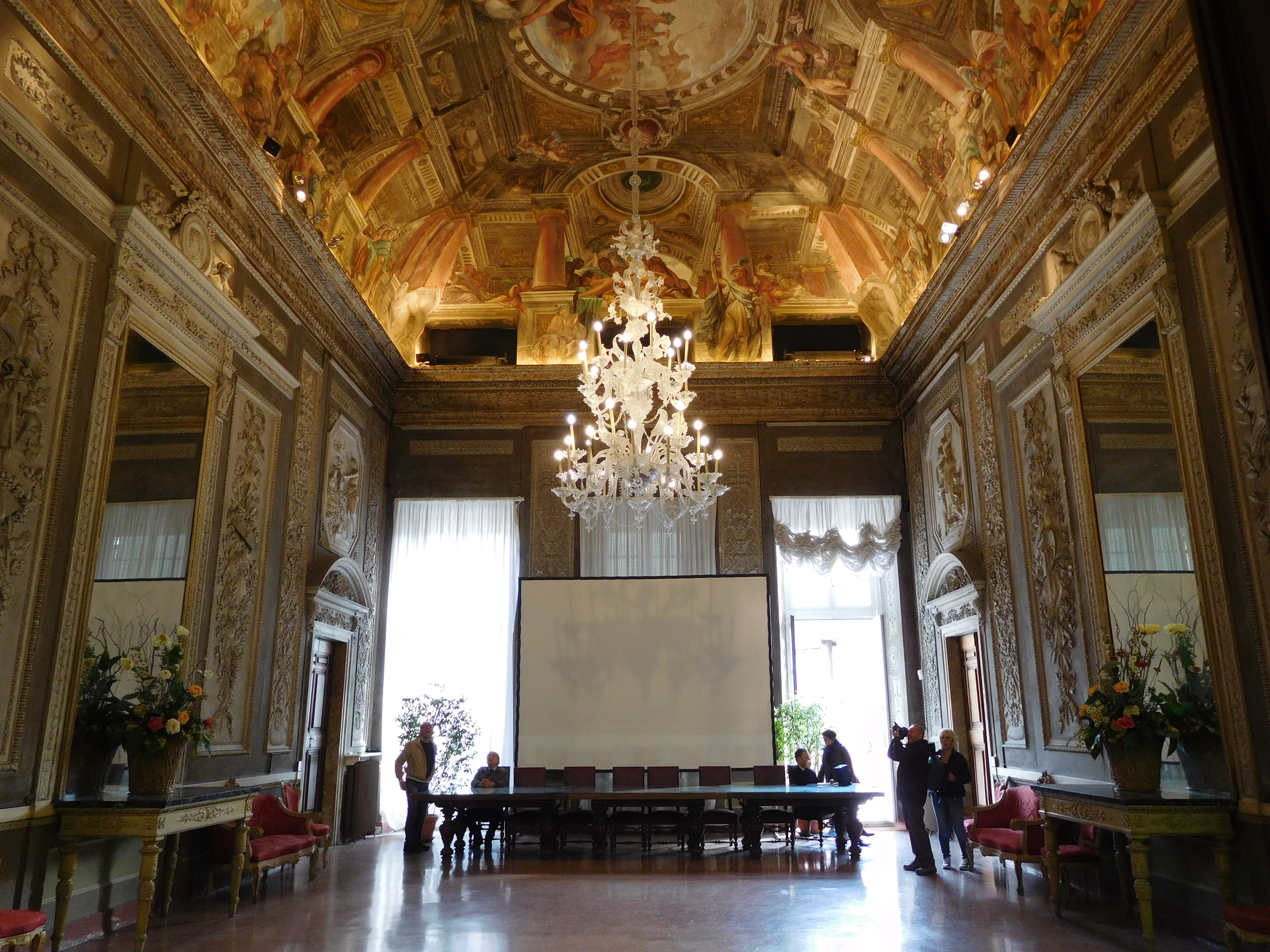
Palazzo Pantaleo Spinola (č. 9)
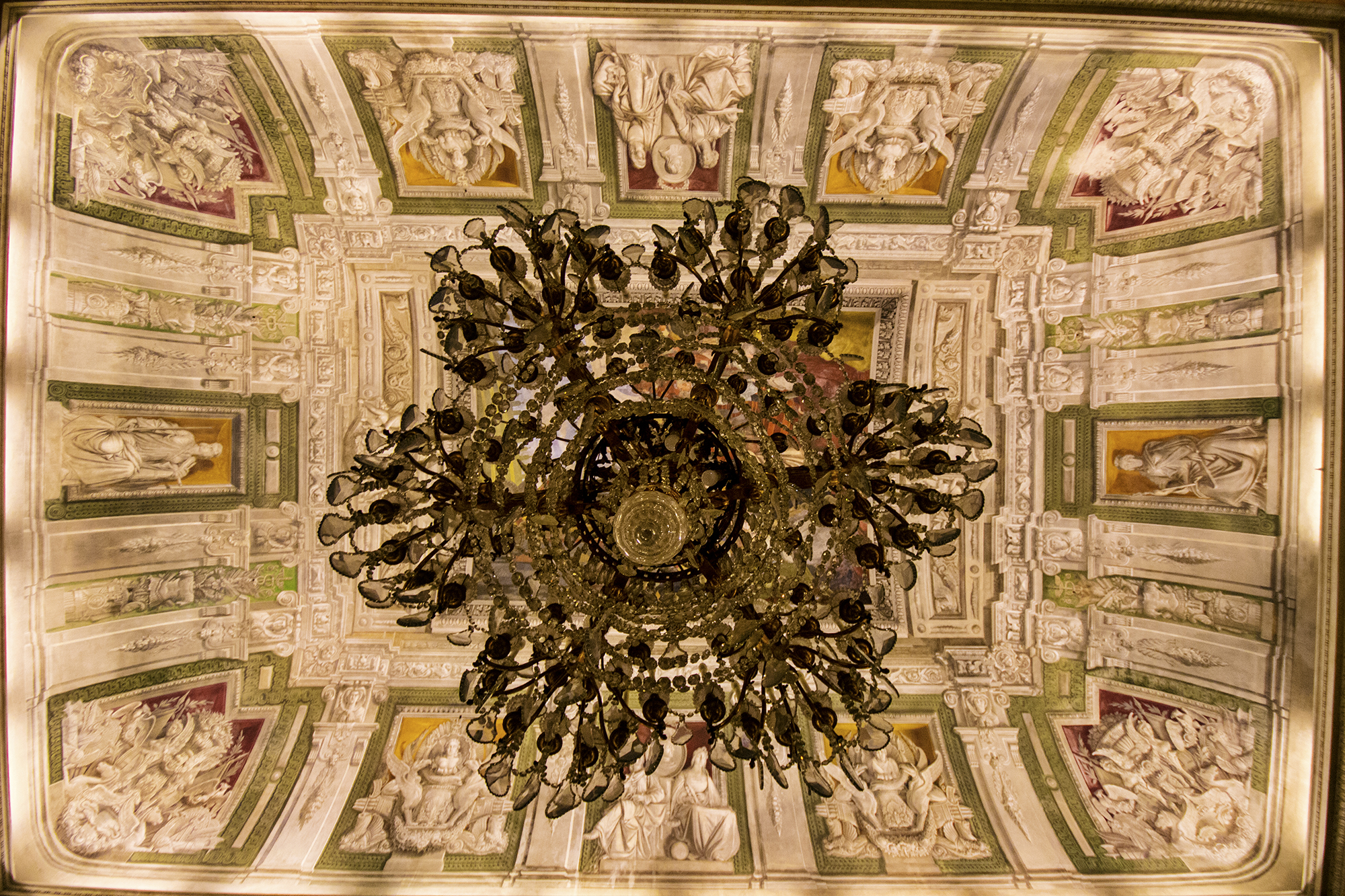
Palazzo Doria-Tursi (č. 16)